# Эйнар Аугустсон
Э́йнар А́угустсон (исл. Einar Ágústsson; 23 сентября 1922 — 12 апреля 1986) — министр иностранных дел Исландии (1971—1978).

## Биография
В 1947 г. окончил юридический факультет Университета Исландии.
В 1954—1957 гг. — в аппарате министерства финансов.
В 1957—1963 гг. — генеральный директор кооперативного банка,
В 1963—1971 гг. — руководитель банка Samvinnubankinn.
В 1963—1978 гг. — депутат Альтинга.
В 1971—1978 гг. — министр иностранных дел Исландии. На этом посту участвовал в разрешении спора с Великобританией по поводу расширения Исландией исключительной экономической зоны рыболовства и относительно статуса американских военных баз на территории страны.
В 1978—1980 гг. — посол в Дании,
с 1980 г. — посол в Израиле, Италии и Турции.